# Gare d’Évry - Courcouronnes
Gare d’Évry - Courcouronnes vasútállomás és RER állomás Franciaországban, Évry településen.

## Vasútvonalak
Az állomást az alábbi vasútvonalak érintik:
- Grigny-Corbeil-Essonnes-vasútvonal

## Kapcsolódó állomások
A vasútállomáshoz az alábbi állomások vannak a legközelebb:
- Gare d’Orangis - Bois de l’Épine (Gare de Creil, D RER-vonal)
- Gare du Bras de Fer - Évry - Génopole (Gare de Melun, D RER-vonal)

## Lásd még
- Franciaország vasútállomásainak listája
- A RER állomásainak listája